# 葛飾県
葛飾県（かつしかけん）は、1868年（明治元年）に下総国内の旧幕府領の管轄のために明治政府によって設置された県。現在の千葉県北西部、埼玉県東部、茨城県西部を管轄した。本項では前身の下総知県事（しもうさちけんじ）についても述べる（「葛飾郡」についても参照）。

## 概要
武蔵国、常陸国に隣接する下総国は、幕府領・旗本領、藩領、各藩の飛地領が入り組み、かなり複雑な知行となっていた。
江戸幕府の崩壊後、明治政府は幕府領・旗本領を接収した。戊辰戦争初期において、下総国内でも市川・船橋戦争や結城城攻防戦など本格的な戦闘はあったものの、後の会津戦争や箱館戦争に比べれば大規模な戦闘には発展せず、関東の他地域と比べて安定していた。
このため、1868年（慶応4年）5月7日、政府は応急措置として佐賀藩主・鍋島直大を下総野鎮撫府に任命し、下総国葛飾郡古河宿（現在の茨城県古河市）に派遣して下総国・下野国の両国を監督させた。だが当時、下野国内では旧幕府軍との戦いが継続されており、5月17日には真岡の幕府代官・山内源七郎が突如、佐賀藩兵に捕らえられて処刑されるなど緊迫していたため、下総国内にまで手が回らなかった。6月には下総野鎮撫府が宇都宮城に移転している。一部の佐賀藩兵は駐屯したものの、支配下に服した下総諸藩が暫定的に管理している状況であった。
下総野鎮撫府は7月17日に廃止されたが、その後の支配構想は固まっていなかった。政府は8月4日、下総国内の旧幕府領を管理するため、熊本藩士の佐々布直武を下総知県事に任じ、江戸府薬研堀（現東京都中央区東日本橋二丁目）に仮事務所を設置した。同事務所は薬研堀御役所と称した。また、佐賀藩兵に代わって、佐々布の出身である熊本藩主の一族で執政の長岡護美が下総国内の治安維持に当たるよう命じられ、葛飾県設置まで熊本藩兵の駐屯が続くが、これもやはり暫定的な措置であった。
翌1869年（明治2年）1月13日、下総知県事に代わる本格的な行政組織として葛飾県が設置された。薬研堀御役所は廃止され、県庁を安房長尾藩に転封された旧駿河田中藩の代官所があった葛飾郡加村字坂之下（現在の千葉県流山市加一丁目の流山市立博物館付近）に設置。その所在地の郡名が県名となった。1871年（明治4年）の第1次府県統合にともなう印旛県の設置により廃止された。

## 沿革
- 1868年（慶応4年）
  - 閏4月21日 - 府藩県設置の政体書が公布され、府藩県三治制が施行。
  - 5月7日 - 佐賀藩主の鍋島直大を下総野鎮撫府に任命。下総国・下野国の両国を監督。
  - 7月17日 - 下総野鎮撫府を廃止。
  - 8月8日 - 熊本藩士の佐々布直武（尚之丞）を下総知県事に任命。
- 1868年（明治元年）12月18日 - 佐伯藩士の水筑竜が知県事に就任。
- 1869年（明治2年）1月13日 - 葛飾県が発足。知事は引き続き水筑竜が務め、佐伯藩士の矢野光儀（程蔵）を権知事に任命。
- 1870年（明治3年）1月12日 - 矢野光儀が知事に就任。
- 1871年（明治4年）11月13日 - 第1次府県統合により印旛県に統合。同日葛飾県廃止。

## 管轄地域
13万6,000石を管轄。戸口40,040戸230,614人（府藩県別人員表）。区域の詳細は各郡（相馬郡、葛飾郡は分割後の各郡）の項目を参照。
- 下総国
  - 猿島郡のうち
  - 埴生郡のうち
  - 千葉郡のうち
  - 印旛郡のうち
  - 香取郡のうち
  - 相馬郡のうち
  - 葛飾郡のうち

## 歴代知事

### 下総知県事
- 1868年（明治元年）8月4日 - 1868年（明治元年）12月18日 ： 知県事・佐々布直武（熊本藩士）
- 1868年（明治元年）12月18日 - 1869年（明治2年）1月13日 ： 知県事・水筑竜（佐伯藩士）

### 葛飾県
- 1869年（明治2年）1月13日 - 1870年（明治3年）1月12日 ： 知事・水筑竜
- 1870年（明治3年）1月12日 - 1871年（明治4年）11月13日 ： 知事・矢野光儀（佐伯藩士）